# Diapason d'or
De diapason d'or (letterlijk: gouden stemvork) is de belangrijkste onderscheiding in het Franse cultuurgebied voor (klassieke) muziekopname. Het is een maandelijkse prijs, uitgereikt door het gezaghebbende tijdschrift Diapason.

## Prijs
De kenners van Diapason laten maandelijks zo'n 200 cd's en/of dvd's de revue passeren. De meest opmerkelijke of kwalitatief hoogstaande wordt dan onderscheiden met een Diapason d'or. Het gaat daarbij niet steeds om commerciële successen. Integendeel, men probeert kwaliteitseisen te laten primeren. Zo bijvoorbeeld als de opname uitmunt in vertolking, keuze van oorspronkelijke instrumenten, of als er musicologisch onderzoek aan vooraf is gegaan. Ook de verzorgde klanktechnische realisatie van de cd speelt een rol.

## Laureaten
- In 1987 Is Orgelbouwer Content Orgels geprezen met de Diapason d'or voor beste orgel in prijs-kwaliteitverhouding.
- In oktober 2004 ontvangt de cd Canticum Canticorum. Het hooglied in de Renaissance door Capilla Flamenca een Diapason d'or.
- In december 2004 werd de cd Nina Stemme Sings Wagner, Nystroem & De Boeck bekroond met een Diapason d'or in de categorie "Découverte".
- Oktober 2008: een Diapason d'or voor de Cantiones Sacrae sex vocum (1594) van Orlandus Lassus door het Collegium Vocale Gent van Philippe Herreweghe
- 2009: Gary Cooper en Rachel Podger
- Ook The Amsterdam Baroque Orchestra ontving een Diapason d'or.
- In 2012 ontving Holland Baroque Society met muzikaal leider Rachel Podger een Diapason d'or voor hun cd Antonio Vivaldi, La Cetra – 12 Violin Concertos opus 9.
- In september 2012 ontving Capilla Flamenca[1] o.l.v. Dirk Snellings de Diapason d'or voor de cd-opname van de Vlaamse componist Adriaan Willaerts Vespro della Beata Vergine.
- In oktober 2012 ontving de Nederlandse hoboïst Han de Vries de Diapason d'or voor de cd/dvd-box Han de Vries – The Radio Recordings die ter gelegenheid van zijn zeventigste verjaardag is uitgebracht.
- In februari 2014 won de Nederlandse klassiek pianiste Valentina Tóth op negentienjarige leeftijd de Diapason d'or voor haar debuutalbum "Hungarian Horizons", waarop zij werken van Béla Bartók en Zoltán Kodály speelt.[2]